# Ambassade de Monaco en France
L'ambassade de Monaco en France est la représentation diplomatique de la principauté de Monaco auprès de la République française. Son ambassadrice est, depuis 2023, Valérie Bruell-Melchior, qui est aussi accréditée auprès de la principauté d'Andorre.

## Localisation
L'ambassade de Monaco (jusqu'en 2004 légation de Monaco) est située depuis 1984 à l'angle du 22, boulevard Suchet et du 2, square des Écrivains-Combattants-Morts-pour-la-France, dans le 16e arrondissement de Paris.
Dans les années 1900, la légation se trouvait 27 rue de la Faisanderie (16e arrondissement).

## Histoire du bâtiment
Cet hôtel particulier de 478 m2 de style Art déco a été construit par l'architecte André Hott en 1930 et décoré par l'architecte-décorateur Jacques de Veyrac-Paulhan pour le compte des propriétaires de l'époque, Douglas Louis Fitch et son épouse Marie Thérèse Gouttenoire de Toury. L'hôtel est primé en 1935 par le jury du Concours des façades et devantures. Devenu propriété de Marcel Dassault, ingénieur et fondateur du groupe Dassault Aviation, l'hôtel particulier est refait par son architecte Clément Palacci en 1951. Il a ensuite connu une nouvelle restructuration importante en 1982 sous la direction de l'architecte Tigrane Hekimian, autre architecte personnel de l'industriel. L'immeuble a ensuite été acquis par le prince Rainier III de Monaco auprès de Marcel Dassault. Ce bâtiment est depuis 1984 l'ambassade de Monaco en France, après avoir accueilli jusqu'en 1980 l'ambassade syrienne.

## Ambassadeurs de Monaco en France
| Date de nomination | Date de nomination | Date de prise de fonction | Date de remise des lettres de créance | Date de remise des lettres de créance | Date de nomination auprès d'Andorre | Date de nomination auprès d'Andorre | Ambassadeur             |
| ------------------ | ------------------ | ------------------------- | ------------------------------------- | ------------------------------------- | ----------------------------------- | ----------------------------------- | ----------------------- |
| 25 sept. 2006      | [ a ]              | 2 oct. 2006               | 17 nov. 2006                          | [ α ]                                 | 13 avr. 2007                        | [ b ]                               | Jacques Boisson         |
| 30 juin 2008       | [ c ]              | 11 juill. 2008            | 15 sept. 2008                         | [ β ]                                 | 17 déc. 2008                        | [ d ]                               | Jean Pastorelli         |
| 14 juin 2011       | [ e ]              | 15 sept. 2011             | 27 déc. 2011                          | [ γ ]                                 | 27 oct. 2011                        | [ f ]                               | Sophie Thevenoux        |
| 30 mars 2015       | [ g ]              | 8 avr. 2015               | 6 juill. 2015                         | [ δ ]                                 | 15 juill. 2015                      | [ h ]                               | Claude Cottalorda (d)   |
| 22 nov. 2018       | [ i ]              | 2 janv. 2019              | 12 avr. 2019                          | [ ε ]                                 | 11 fév. 2020                        | [ j ]                               | Christophe Steiner      |
| 19 oct. 2023       | [ k ]              | 2023                      | 29 fév. 2024                          | [ ζ ]                                 | 12 août 2024                        | [ l ]                               | Valérie Bruell-Melchior |

## Relations diplomatiques

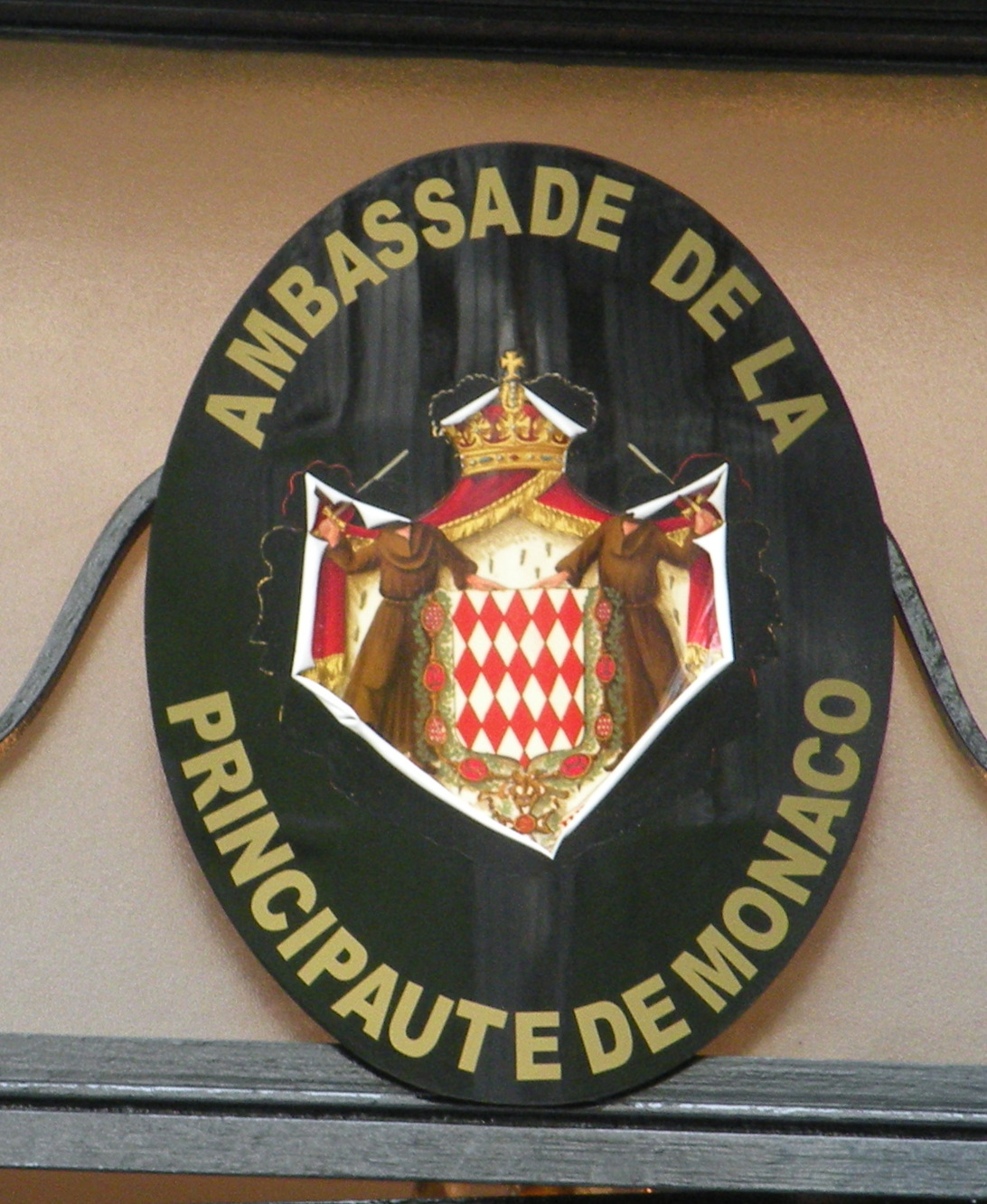
Armoiries de Monaco sur l'ambassade.

Le premier traité entre la France et Monaco, dit traité de Péronne, date du 19 septembre 1641. Conclu entre Honoré II, prince de Monaco, et Louis XIII, roi de France, il reconnaît la liberté et la souveraineté du prince de Monaco. Après une période tourmentée, de la Révolution française à l'influence du royaume de Piémont-Sardaigne, les relations entre les deux pays sont fixés par un traité de 1861 signé par Napoléon III et Charles III. Par le traité de Paris du 17 juillet 1918 (repris dans le traité de Versailles de 1919), la France s'engage à défendre l'indépendance et la souveraineté de la principauté de Monaco, tandis que Monaco exerce ses droits de souveraineté en conformité avec les intérêts supérieurs français. Le traité de 1945 puis l'accord de 1963 ont défini ces relations. En vigueur depuis 2005, un nouveau traité signé avec la France le 24 octobre 2002 a permis la création d'ambassadeurs étrangers à Monaco et d'ambassadeurs de Monaco dans les pays étrangers, en consacrant ainsi le principe de réciprocité sur le plan de la représentation diplomatique.
Les principautés de Monaco et d'Andorre entretiennent des relations diplomatiques depuis le 7 juillet 2006. L'ambassadeur de Monaco en résidence à Paris est accrédité auprès de la principauté d'Andorre.

## Consulats
Il existe 7 consulats de Monaco en France basés à :
- Bordeaux ;
- Lille ;
- Marseille ;
- Strasbourg ;
- Lyon ;
- Toulouse ;
- Nantes.